# COMPASS tokamak

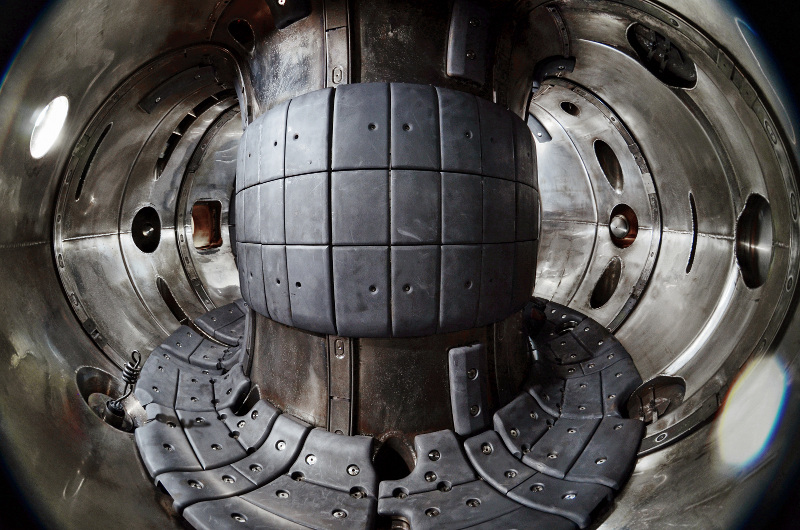
Camera interna del COMPASS-D

COMPASS (acronimo di Compact Assembly) è un reattore a fusione nucleare sperimentale, compatto, di tipo tokamak, originariamente assemblato nel centro di ricerca scientifico di Culham nel 1989, con il nome di CASTOR IL reattore ha subito vari interventi di aggiornamento, il più importante di quali avvenuto nel 1992 con il passaggio ad un a geometria della sezione del toroide da semicircolare a D, e lì utilizzato fino al 2002; è stato successivamente offerto dalla Commissione europea e trasferito presso l'Institute of Plasma Physics of the Czech Academy of Sciences a Praga dove dal 2006 è rientrato in funzione.
È stato progettato come un sistema flessibile per la ricerca dedicata principalmente allo studio della fisica dei plasmi toroidali con sezione trasversale a forma di D.
Il suo utilizzo sperimentale è cessato ufficialmente il 20 agosto 2021 e verrà disassemblato per lasciare spazio ad un nuovo dispositivo, il COMPASS-U.

## Storia

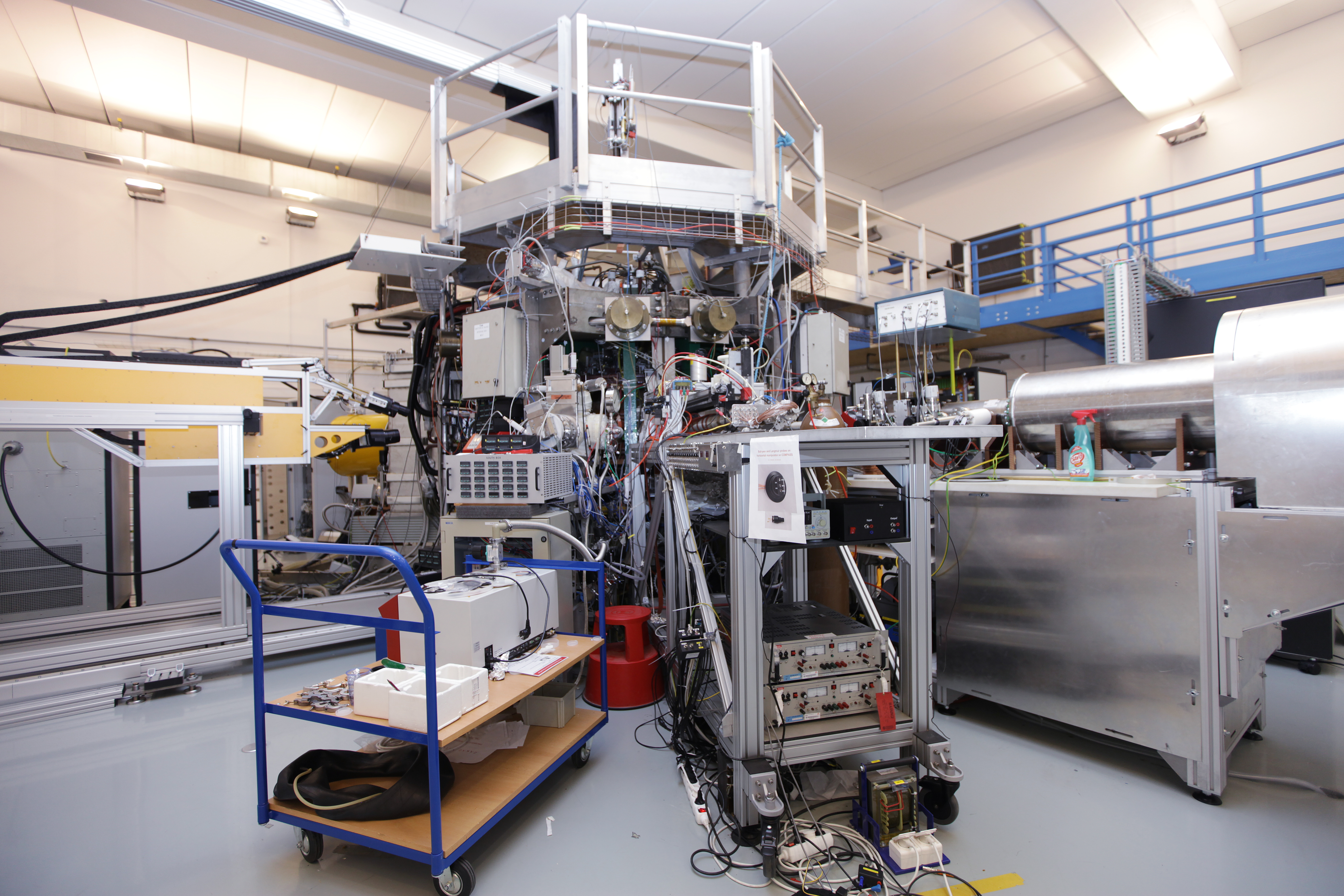
COMPASS presso l'Institute of Plasma Physics of the Czech Academy of Sciences a Praga

Il primo plasma è stato prodotto nel 1989 in un recipiente sottovuoto a forma di C, cioè in un recipiente più semplice con una sezione trasversale circolare.Sono seguiti numerosi esperimenti pionieristici, inclusi ad esempio i test relativi a ITER di correzione del campo magnetico con bobine a sella per esperimenti di perturbazioni magnetiche risonanti (RMP) o esperimenti con azionamento di corrente non induttivo nel plasma.
Il funzionamento del tokamak è stato ripreso con un recipiente a vuoto a forma di D con l'aggiornamento della macchina avvenuto nel 1992 che ne ha determinato il cambio di nome nell'attuale COMPASS-D.
È stata raggiunta la modalità operativa con alto confinamento del plasma (modalità H, cioè un alto confinamento in regime ohmnico), che rappresenta una condizione di riferimento ("scenario standard") nonché ideale per il tokamak ITER. Il tokamak COMPASS è uno dei tokamak più piccoli in grado di funzionare in modalità H, con un raggio maggiore di 0,6 me un'altezza di circa 0,7 m. Per le sue dimensioni e forma, i plasmi COMPASS corrispondono a un decimo (nella scala lineare) dei plasmi ITER. 

Oltre a COMPASS, ci sono solo due tokamak operativi in Europa con una configurazione simile a ITER capace di operare in modalità H, il Joint European Torus (JET) a Culham e l'ASDEX Upgrade presso l'Institut für Plasmaphysik a Garching, in Germania.

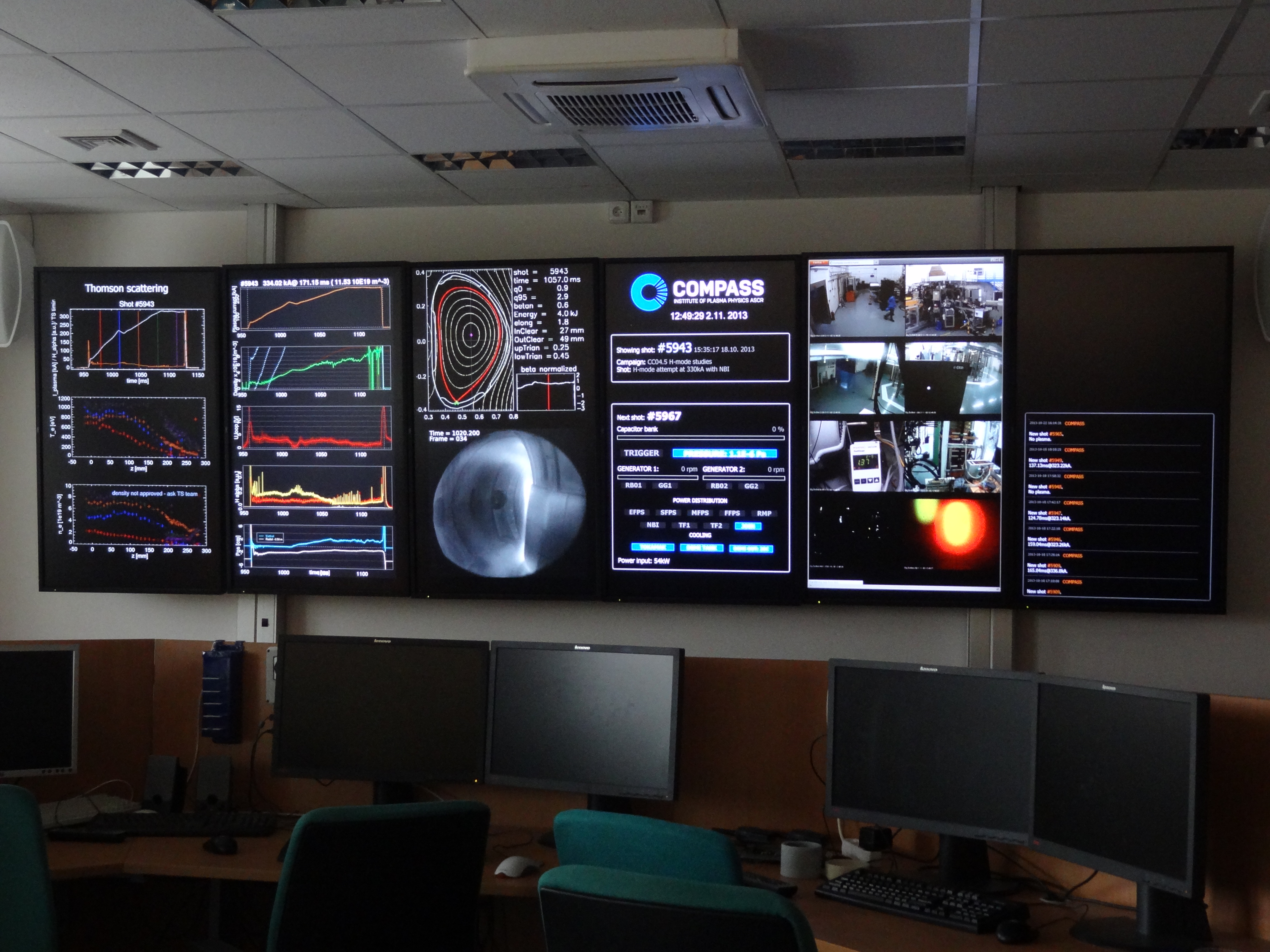
Sala di controllo del reattore sperimentale

Nel 2002, gli scienziati britannici hanno iniziato una ricerca alternativa su MAST tokamak sferico più grande. Il funzionamento di COMPASS è stato interrotto a causa di risorse insufficienti per il funzionamento di entrambi i tokamak, tuttavia il programma di ricerca pianificato non era completo, pertanto la Commissione Europea e l'UKAEA hanno inviato COMPASS all'Istituto di Fisica del Plasma di Praga nell'autunno del 2004 perché venissero continuate le ricerche.
La macchina ha ripreso le operazioni nel 2006 e ha funzionato ininterrottamente fino al suo ultimo "impulso" il 20 agosto 2021. Durante il suo periodo operativo a Praga, COMPASS ha effettuato 21.000 impulsi sperimentali. 
A partire dal agosto 2021, è pianificato lo smantellamento di COMPASS per far posto a una macchina significativamente più grande, COMPASS-U (U per Upgrade).